# Ángel Nieto
Ángel Nieto Roldán (25. ledna 1947 Zamora – 3. srpna 2017 Ibiza) byl španělský motocyklový jezdec a třináctinásobný mistr světa v závodech silničních motocyklů. Třináct mistrovských titulů je druhý nejvyšší počet v historii Grand Prix (za Giacomo Agostinim). Nietových devadesát vyhraných závodů na Grand Prix ho pak řadí na třetí místo historické tabulky, za Agostiniho a Valentina Rossiho. Šest titulů mistra světa získal v kubatuře 50 cc (1969, 1970, 1972, 1975, 1976, 1977) a sedm titulů ve 125 cc (1971, 1972, 1979, 1981, 1982, 1983, 1984). Jezdil za stáje Derbi, Morbidelli, Kreidler, Bultaco, Minarelli a Garelli. V roce 2002 byl uveden do síně slávy MotoGP. Zemřel na následky nehody na čtyřkolce. V roce 2017 tým Aspar změnil svůj název na Ángel Nieto Team, k poctě zesnulé legendy. Jeho syn Pablo Nieto a synovec Fonsi Nieto byli rovněž závodními motocyklovými jezdci.